# Runde (site Ramsar)
Runde est un site ramsar composé de cinq anciennes  aires protégées des communes de Herøy et Ulstein dans le comté de Møre et Romsdal. Le site a été créé en 2013 et a une superficie de 3.51 km².
Ces cinq zones protégées se divisaient en quatre réserves ornithologiques et une réserve naturelle, ainsi qu'une partie de l'île de Runde célèbre pour ses falaises à oiseaux.
Quatre sites sont situés sur l'île de Runde dans la commune de Herøy: la réserve naturelle de Goksøyrmyrane, créée en 1996,  la réserve ornithologique ouest de Runde, la réserve ornithologique nord de Runde et la réserve ornithologique de Hellestien-Blåfjellet-Kløfjellet-Geita. La cinquième, la réserve ornithologique de Grasøyane est située dans la commune d'Ulstein, et comprend les îles Grasøyane avec Grasøya, Skjærvøya, quelques îlots et la mer autour. Les quatre réserves ornithologiques avaient été créées en 1981.
Runde est la plus méridionale et la troisième plus importante falaise à oiseaux de Norvège, avec plus de 120.000 couples y nichant. Les espèces les plus communes sont le macareux moine et la mouette tridactyle. Les enregistrements ont montré 40.000 couples de mouettes en 2005 et 17 000 en 2010, alors qu'il y avait 100.000 couples de macareux en 2005 et 81.000 en 2010,.
Des espèces comme la mouette tridactyle, le petit pingouin le guillemot de Troïl et le Cormoran huppé sont en baisse, tandis que des espèces comme le fou de bassan et le grand labbe y sont relativement nouveaux. De nombreuses espèces d'oiseaux, visite de l'île à l'époque des migrations, et le total est comptabilisé plus de 230 espèces. 

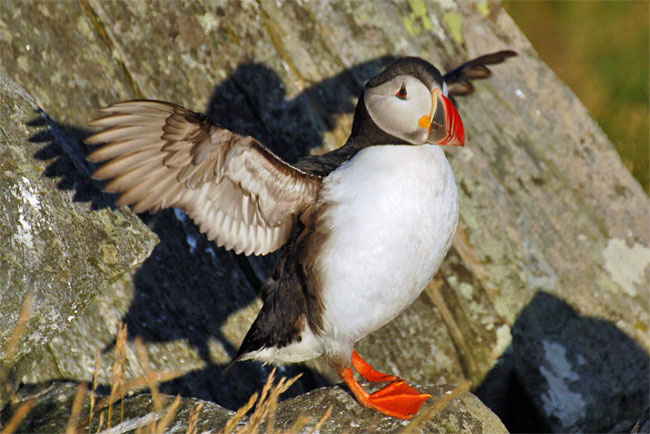
Macareux moine.
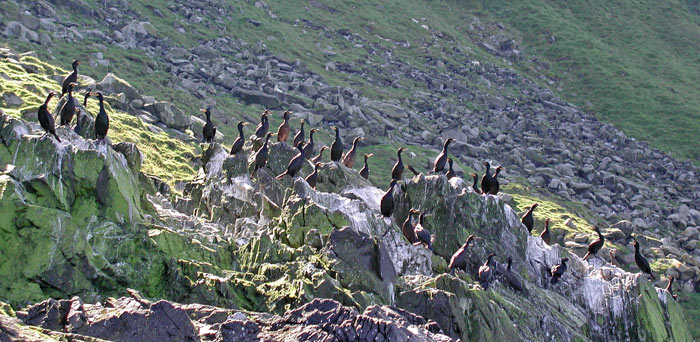
Cormoran huppé.
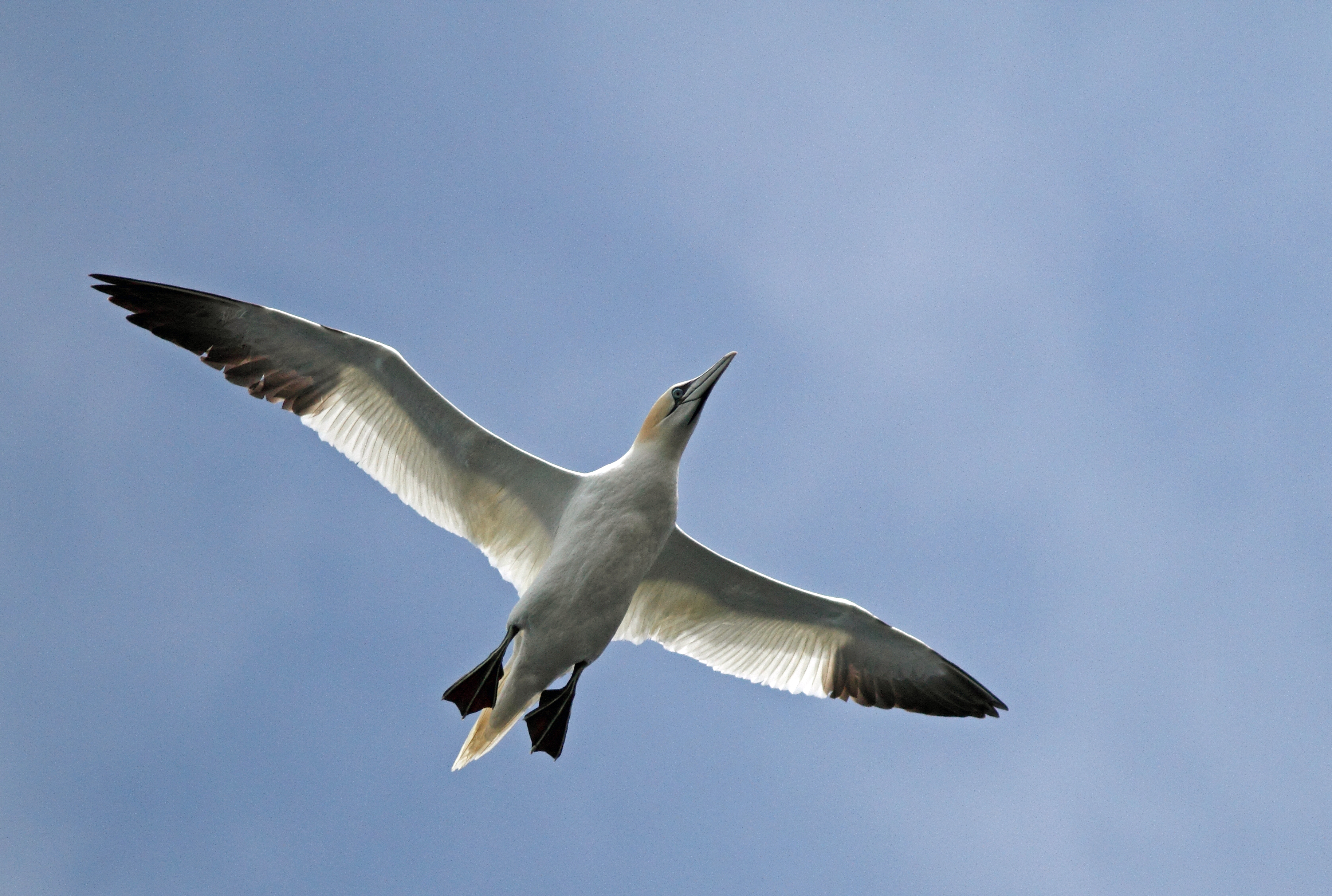
Fou de bassan.
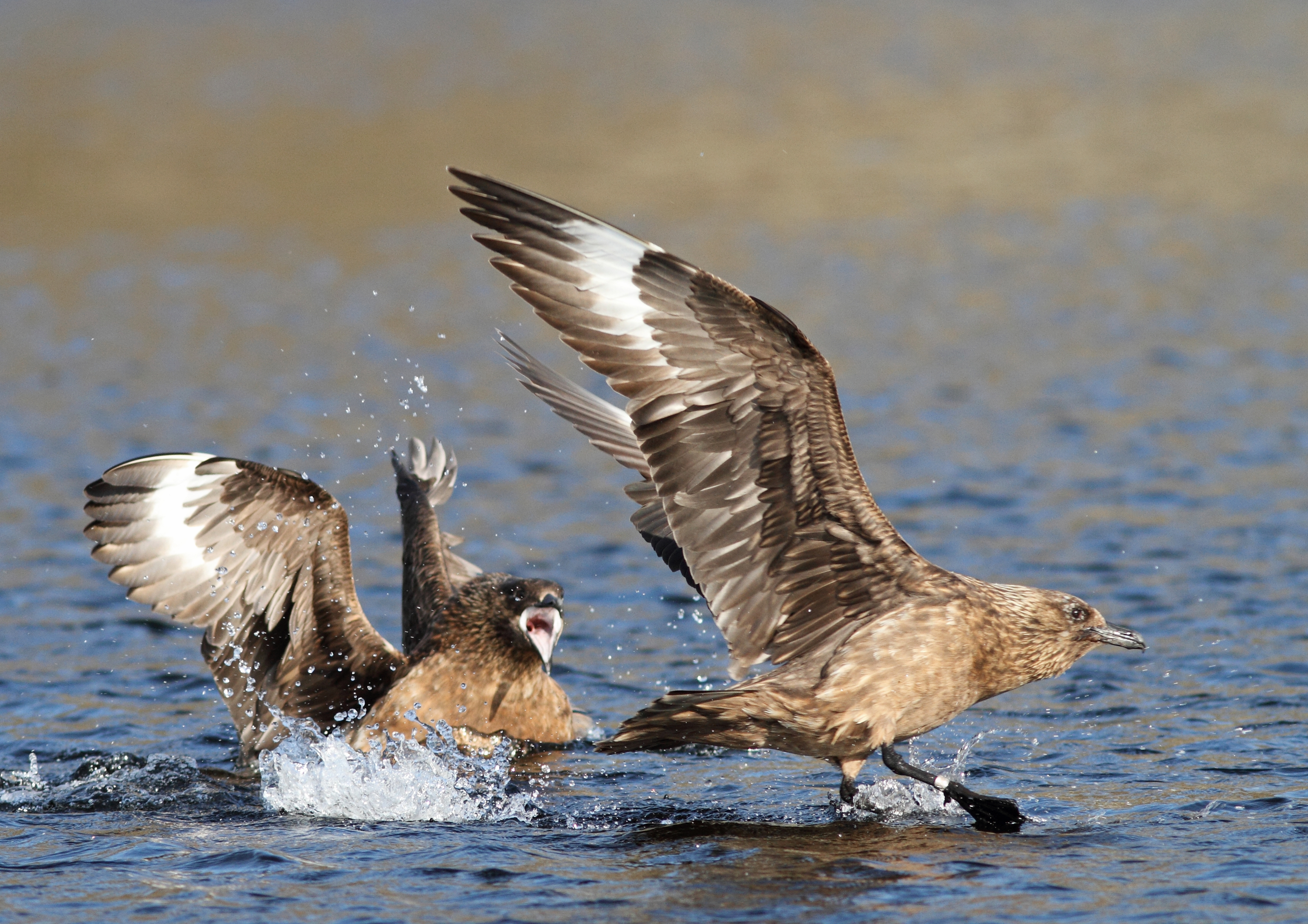
Grand Labbe.

Toutes les photos ont été prises sur l'île de Runde.